# Д’Алессио, Джиджи
Луиджи «Джиджи» Д’Алессио (итал. Luigi "Gigi" D'Alessio, 24 февраля 1967, Неаполь) — итальянский автор-исполнитель и актёр.

## Биография
Родился в Неаполе 24 февраля 1967 года, был младшим из трёх детей. В четыре года начал играть на аккордеоне, который подарил ему отец. Позже, в возрасте двенадцати лет, записался в Консерваторию San Pietro a Majella в Неаполе, где в 21 год получил диплом по фортепьяно.
В последующем после ряда совместных музыкальных сотрудничеств, как в роли аранжировщика, так и в роли композитора, д’Алессио становится пианистом Марио Мерола вместе с которым они пишут песню Cient’anne. С этой песни, по мнению обоих, началась карьера Луиджи как певца. После успеха этой композиций, в 1992 году выходит его первый альбом Lasciatemi cantare. Хорошая продаваемость альбома позволила неаполитанскому певцу выпустить и второй альбом Scivolando verso l’alto, который достиг подобного успеха (продано 30.000 лицензионных копий). В 1994 студия Ricordi выпустила его третью работу Dove mi porta il cuore, но настоящий общенациональный успех последовал только в следующем году после выпуска альбома Passo dopo passo. Только один концерт в Палапартенопе собрал около 8000 поклонников.
В 1997 году вышел альбом Fuori dalla mischia из которого были отдельно выпущены синглы Anna se sposa и Chiove.
Громкий успех этой работы позволил д’Алессио выступатть на стадионе San Paolo в Неаполе 7 июня 1997 года перед 20.000 зрителей.
Весной 1998 года был опубликован шестой альбом исполнителя È stato un piacere с прежним успехом продаж и неизменной аудиторией слушателей.
В июне того же года в прокат вышел фильм Annaré режиссёра Нини Грассиа (Nini_Grassia), в котором певец исполняет главную роль (помимо записи саундтрека), вместе с такими актёрами как Фабио Тести и Орсо Мария Гуэррини. В первую же неделю кассовый сбор Annarè побил рекорд Титаника, только в Неаполе каждый зал, в котором шёл показ фильма собрал 30 миллионов лир. В итальянских газетах стали говорить о «д’Алессиомании» в противовес «Дикаприомании».
Благодаря знакомству с Джеппино Афельтра и Пьерлуиджи Джермини, Джиджи стал сотрудничать с компанией BMG (Bertelsmann Music Group) и в конце 1998 смог собрать в альбоме Tutto in un concerto самые успешные свои произведения. Это альбом стал седьмым в творчестве музыканта.
В 1999 вышел следующий альбом Portami con te. Ещё одним важным событием этого года стало выступление перед американским президентом Биллом Клинтоном.
В феврале 2000 Д’Алессио принимал участие в фестивале Сан-Ремо с песней Non dirgli mai, завоевавшей большой успех. Альбом Quando la mia vita cambierà, в составе которого вышла эта композиция, стал золотым уже через 15 дней после выхода и достиг отметки продаж в 400 000 копий.
В следующем году Д’Алессио снова участвовал в фестивале Сан-Ремо с композицией Tu che ne sai, предварившей выход десятого альбома Il cammino dell’età, вошедший в топ рейтингов самых продаваемых альбомов.
В конце июня 2002 Джиджи выступил на театральных подмостках 32-й Премии Барокко, аккомпанируя на фортепьяно Софи Лорен. В последующем, Лорен, на пресс-конференции Mostra del Cinema di Venezia выразила ему благодарность за песню Donna Sofi' , посвящённую ей и вошедшую в альбом Uno come te (2002).
В 2004 вышел альбом Quanti amori, ставший бриллиантовым.
В 2005 Д’Алессио вновь участвует в фестивале Сан-Ремо с песней L’amore che non c'è и успешно выпускает альбом Cuorincoro.
В октябре 2006 вышел альбом Made in Italy, трижды ставший платиновым, один раз бриллиантовым, завоевал Премию Барокко, Венецианскую музыкальную премию (Venice Music Awards).
В декабре 2006 жена Д’Алессио дала интервью еженедельнику Chi, в котором раскрывает наличие связи певца с певицей Анной Татанджело, с которой он выступал в дуэте с песней Un nuovo bacio и в последующем записывал Il mondo è mio — саундтрек к диснеевскому мультфильму Аладдин.
Несколько дней спустя Д’Алессио подтвердил заявление жены, сказав что их отношения начались год назад во время гастролей в Австралии в рамках мирового турне.
В 2007 вышел новый сборник Mi faccio in Quattro, ставший платиновым и выигравший премию Wind Music Awards.
В 2008 был приговорён к девяти месяцам заключения за избиение двух фотографов, карауливших его рядом с его виллой. В этом же году, певец был приглашён в качестве гостя на концерт Пино Даниеле Vai Mò, но его выступление сопровождалось громкими протестами.
24 октября, спустя два года после выхода Made in Italy, Д’Алессио выпустил свой новый альбом под названием Questo sono io, которому предшествовал сингл Superamore. Также в альбом вошёл другой сингл Babbo Natale non c'è, саундтрек фильма No problem режиссёра Винченцо Салемме. Также в альбом включены: новая заставка программы Amici di Maria De Filippi, под названием Giorni, дуэт с Татанджело Sarai и композиция Addò sò nat’ajere, гитарную партию в которой играет Пино Даниеле.

## Дискография
- 1992 — Lasciatemi cantare
- 1993 — Scivolando verso l’alto
- 1994 — Dove mi porta il cuore
- 1995 — Passo dopo passo
- 1997 — Fuori dalla mischia
- 1998 — E' stato un piacere
- 1998 — Tutto in un concerto
- 1999 — Portami con te
- 2000 — Quando la mia vita cambierà
- 2001 — Il cammino dell’età
- 2002 — Uno come te
- 2003 — Buona vita
- 2004 — Quanti amori
- 2005 — Cuorincoro
- 2006 — Made in Italy
- 2007 — Mi faccio in quattro
- 2008 — Questo sono io

## Фильмография
- 1998 — Annaré, режиссёр Нини Грассиа
- 1999 — Cient’anne, режиссёр Нини Грассиа